# キリストの捕縛 (カラヴァッジョ)
『キリストの捕縛』（キリストのほばく、伊: Presa di Cristo nell'orto or Cattura di Cristo、英: The Taking of Christ）は、イタリアのバロック期の巨匠ミケランジェロ・メリージ・ダ・カラヴァッジオがキャンバス上に油彩で制作した絵画で、1602年にローマの貴族チリアーコ・マッテイによって委嘱された。長い間、オデッサなどにある複製によってのみ知られ、オリジナル作品は失われたものと考えられていたが、1990年にアイルランドのダブリンにあるイエズス会の施設で発見された。現在は、同イエズス会からの無期限の寄託作品としてダブリンのアイルランド国立美術館に所蔵されている。

## 喪失と再発見
18世紀後半までに絵画は失われたと考えられ、約200年もの間所在不明であった。1990年、カラヴァッジオの失われたとされた本作はダブリンにあるイエズス会の建物で認められた。再発見は1993年11月に発表された。
この絵画は1930年代初頭からダブリンのイエズス会の食堂に飾られていた。しかし、カラヴァッジオのオランダ人追随者の一人で、ゲラルド・デッレ・ノッティとしても知られるヘラルト・ファン・ホントホルストによる、失われたオリジナルの複製であると長い間考えられていた。この誤った帰属は、絵画を最初に依頼したローマのマッテイ家が所有していたときにすでになされていた。1802年、マッテイは絵画をホントホルストの作品としてスコットランドの貴族ウィリアム・ハミルトン・ニズベットに売却し、エディンバラに運ばれた絵画はニズベット家に1921年まで掛けられていた。同年4月16日の地方の競売で、絵画はホントホルストの作品としてアイルランドの小児科医マリー・リー・ウィルソンに現在の50ポンド (7,000円) ほどの価格で売却された。そして、彼女は、1930年代に絵画を最終的にダブリンのイエズス会の神父たちに寄贈した。彼女の夫、パーシバル・リー・ウィルソン大尉はウェックスフォード県ゴーリーの王立アイルランド警察隊の地区査察官であったが、1920年6月15日にアイルランド共和国軍によって銃殺されていた。マリー・リー・ウィルソンは夫の死後、イエズス会の神父たちの支援に感謝して、絵画をイエズス会に寄贈したのであった。
『キリストの捕縛』は、1990年代初頭にノエル・バーバー神父から依頼を受けたアイルランド国立美術館上級学芸員のイタリア人修復家セルジオ・ベネデッティによって発見され、認定されるまで、約60年間ダブリンのイエズス会の所有物であった。バーバー神父はリーソン・ストリートのイエズス会共同体（バーバー神父が代表であった）の多くの絵画を修復の目的で調査するよう、ベネデッティに依頼していたのである。汚れや変色したニスの層が取り除かれると、本作の高い技術的な質が明らかとなり、カラヴァッジオの失われた絵画として暫定的に認定された。この絵画の真筆性を検証した功績の多くは、ローマ大学の二人の大学院生であるフランチェスカ・カペレッティとラウラ・テスタによるものである。長い研究の期間中に、2人は、小さなレカナーティの町の宮殿地下室に保管されていたマッテイ家の古文書中の、もともとのカラヴァッジオへの注文と支払いを記した古く腐敗した帳簿に『キリストの捕縛』についての最初の言及を見出したのである。
この絵画は、ダブリンのリーソン・ストリートにあるイエズス会共同体からアイルランド国立美術館に無期限に貸与されている。イエズス会は、マリー・リー・ウィルソン医師の親切な寛大さに感謝している。絵画は、フランコ・モルマンドがボストン大学のマクマレン美術館で開催した1999年の「聖人と罪人」展の目玉として米国で展示され、アムステルダムのヴァン・ゴッホ美術館で開催された2006年の「レンブラント/カラヴァッジョ」展でも展示された。また、2010年にはカラヴァッジオの死後400周年を記念して2月から6月にかけてローマのクイリナーレ宮殿で展示され、さらに2016年にはロンドンのナショナル・ギャラリーでも展示された。

## 主題
本作の主題は、『新約聖書』の「マタイによる福音書」 (26章47-56)、「マルコによる福音書」 (14章43-50)、「ルカによる福音書」 (22章47-53)、「ヨハネによる福音書」 (18章3-12) から採られている。ゲツセマネの園で3度目の祈りを捧げた後、イエス・キリストは「もうこれでよい。ときがきた」というと、弟子たちとともに帰路につく。その途中、イスカリオテのユダがユダヤの祭司やローマの兵士たちを伴って近づいてくる。ユダはイエスに近づくと、挨拶をして接吻した。ユダは、祭司や兵士たちに自分が接吻する相手がキリストであると教えていたのである。たちまち、キリストは兵士たちに捕らえられた。この時、ペテロがキリストを逃がそうと、祭司の従者マルコに近づき、彼の片方の耳を切り落とした。これを見たキリストは「刃向わないように」と命じ、従者の耳を癒した。キリストは自身が捕縛されることは預言を成就するための過程であり、邪魔をしてはならないと命じたが、これを機に弟子たちは1人残らずキリストを置いて、逃げてしまうのだった。

## 作品

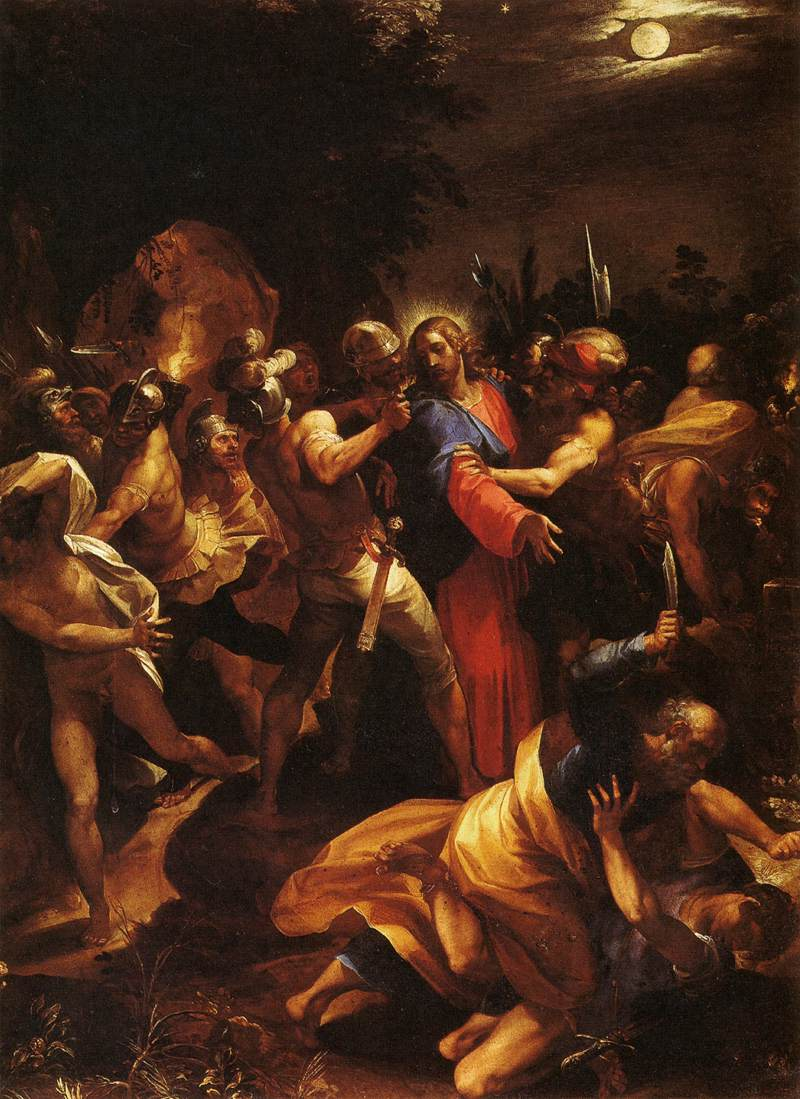
ジュゼッペ・チェーザリ『キリストの捕縛』（1596-1597年）、ボルゲーゼ美術館、ローマ

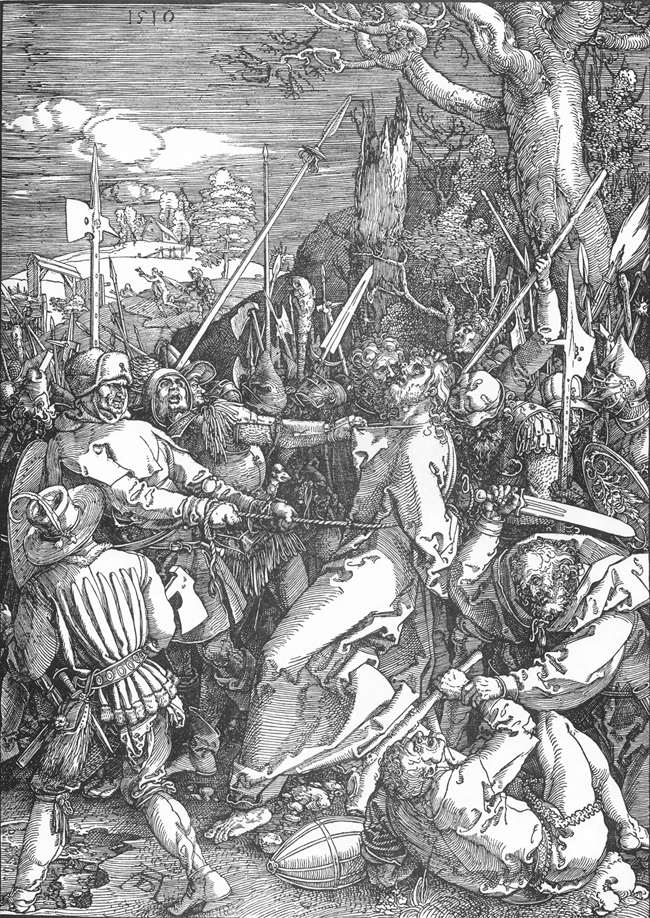
アルブレヒト・デューラーの木版画『キリストの捕縛 (大)』

この主題を描くにあたってのカラヴァッジオの着想がどのようなものであったかは、ジュゼッペ・チェーザリ (通称カヴァリル・ダルピーノ) の銅板画『キリストの捕縛』 (ボルゲーゼ美術館、ローマ) と比較するとよくわかる。ダルピーノは上記の福音書に従って、手前に祭司の従者マルコの耳を切るペトロ (画面前景右側) と、「マルコによる福音書」 (14章51-52) のみに記述される「人々が捕らえようとすると、亜麻布を捨てて裸で逃げた」という若者 (画面前景左端) を描いている。この若者は「キリストの捕縛」の主題では一般的には登場しないが、ダルピーノはそのモティーフをドイツ・ルネサンス期の巨匠アルブレヒト・デューラーによる『小受難シリーズ』中の1509年の木版画『キリストの捕縛 (大)』から学んだといわれている。このデューラーの版画の遠景左側には、裸で逃げる若者が描かれているのである。

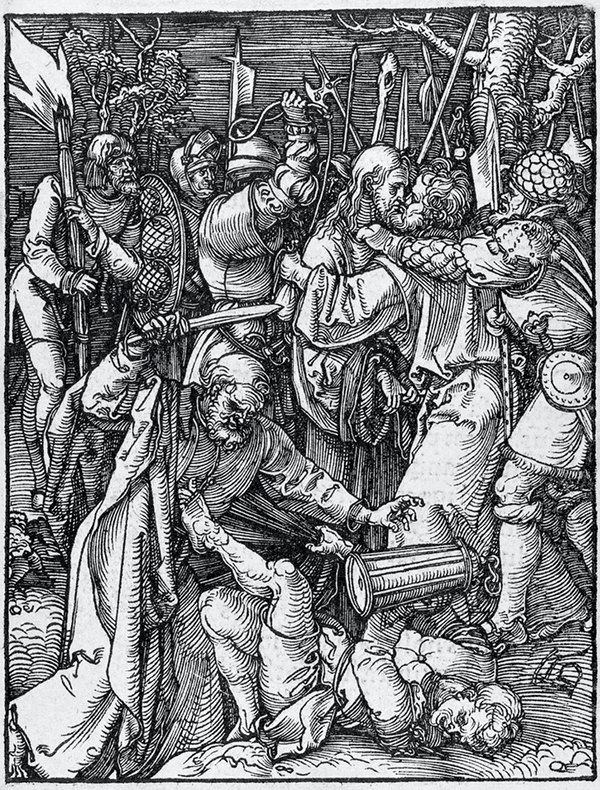
アルブレヒト・デューラーの木版画『キリストの捕縛 (小)』

カラヴァッジオもまた、デューラーの別の木版画『キリストの捕縛 (小)』を参照し、キリストの肩にかかるユダの手と兵士の手が二重にかかるという基本構想を採用している。当時、デューラーの版画は非常によく知られており、カラヴァッジオもたびたび参照した形跡がある。しかし、カラヴァッジオはダルピーノやデューラーの作品とは異なり、一般的なペテロの耳切りのエピソードを省略する一方、弟子たちはみな逃げたという福音書の記述と、裸の若者のエピソードを画面左端の人物として融合して表している。
カラヴァッジオの絵画には7人の人物がいる。左から順に福音記者ヨハネ、キリスト、イスカリオテのユダ、3人の兵士（右端の1人は後ろにいて、ほとんど見えない）、そしてランタンを持っている男である。イエス、ユダ、そして手を伸ばした兵士で構成される中央の集団はデューラーの『キリストの捕縛 (小)』と類似している。画面の人物たちは立っていて、身体の上部の4分の3だけが描かれている。このように半身像による物語画は、『エマオの晩餐』 (ロンドン・ナショナル・ギャラリー) などとともにカラヴァッジョ芸術の本質を示す分野といっていい。伝記作者ジョヴァンニ・ピエトロ・ベッローリは、本作について以下のように詳述している。

その中の1人、アズドルバーレ・マッテイ候 (チリアーコ・マッテイの息子ジョヴァンニ・バッティスタから作品を遺贈された) は、彼 (カラヴァッジオ) に『キリストの捕縛』を、同じく半身像で描かせた。そこではユダは接吻ののち、師の肩に手を置いている。一方、完全武装した兵士が鉄の腕と手をキリストの胸に伸ばしている。キリストは辛抱強く、かつ慎ましく、手を前に組んだまま立っている。一方その背後では、聖ヨハネが腕を大きく広げて逃げ出している。カラヴァッジオはこの兵士の錆びた甲冑を見事に模倣した。その頭部と顔は兜に覆われ、横顔だけがいくらかのぞいている。この兵士の背後にはランタンが掲げられ、そのあとを武装した2人の兵士がついてきている。

ベッローリの記述通り、画中のユダはイエスに接吻をし、兵士にイエスを示したところである。人物たちは近くからクローズアップで表され、設定が不明瞭になっている非常に暗い背景の前に配置されている。主な光源は絵画でははっきりしていないが、左上から射しており、強い明暗の対比 (キアロスクーロ) が表されている。小さい方の光源は、右側の男が持っているランタンである。この男は当時31歳のカラヴァッジョの自画像であると信じられているが、最初はイエスのことは知らないと言い、イエスを裏切るものの、やがて世界にキリストの光をもたらすことになる聖ペトロを表しているとも想定される。左端では、ヨハネが両手を上げて何かを叫びながら逃げようとしている。その腕は上げられ、喘いでいる口は開いており、翻っている赤いマントは兵士に捉えられている。恐怖に駆られたヨハネの逃亡は、右側の男とは対照的である。キリストの復活から千年後の罪人であるカラヴァッジオ自身さえ、ヨハネよりもキリストをよく理解していると言っているのだ、と学者たちは主張している  。
絵画には、より不可解な細部が2ヶ所ある。そのうちの1つは、イエスとヨハネの頭部が左上隅で視覚的に融合しているように見えるという事実である。2つ目は画面中央の最前面で目立っている、キリストを逮捕している警官の、高度に磨かれた金属で覆われた腕の存在である。絵画の中央にある兵士の磨かれた金属製の腕鎧の細部描写について、フランコ・モルマンドは、鏡、内省するための鏡、良心を査定するもの（デトロイト美術館のカラヴァッジオの『マルタとマグダラのマリア』などを参照）として、カラヴァッジオが意図したことを示唆している。同時代の精神性に重きを置く、多くの作家や説教者がそうであるように、画家は「鑑賞者がイエスを裏切る自分自身の毎日の行い、すなわち罪を通してユダの行為を自分自身に当てはめて見るよう促している」。

## 複製

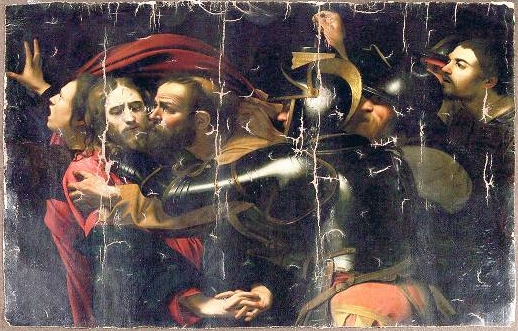
オデッサの破損した複製

この絵画には少なくとも12点の複製が知られている。それらには、マンチェスターのシューカー大聖堂博物館とセント・ビーズ・カレッジにあるもの、そして以前はウォルター P. クライスラー・ジュニア・コレクションにあったものが含まれている。
オデッサ西洋東洋美術館（ウクライナ）には、カラヴァッジオ自身が制作したオリジナルの複製であると信じられていた『キリストの捕縛』がある。この絵画は2008年に美術館から盗まれ、ドイツで発見された。修復と調査の後、ウクライナとロシアの科学者は、その絵画がオリジナルの所有者チリアーコ・マッテイの兄弟である、アスドルバーレ・マッテイのためにジョヴァンニ・ディ・アッティリによって制作された複製であると主張した。 アスドルバーレの帳簿には、この作品に対して1626年に12スクードの支払いが記録されている。

### サンニ―ニ・ヴァージョン：推定オリジナル作
フィレンツェのサンニーニ家が所有していた本作の別ヴァージョンは、1943年にロベルト・ロンギの注目を集め、複製と見なされた。 2003年、画商のマリオ・ビゲッティは、それがオリジナルであると考え、購入する契約を結んだ。ビゲッティは、マリア・レティツィア・パオレッティに相談したが、パオレッティはX線画像の下に見つかった多数のペンティメント (描きなおし) がオリジナルであることを証明したと主張した。 1993年にダブリンのヴァージョンを真筆としたデニス・マホン卿は、2004年にサンニーニのヴァージョンはカラヴァッジオのオリジナルであるが、ダブリンのバージョンはカラヴァッジオ自身による複製であると述べた。このことは、2004年2月にアイルランドとイギリスのメディアでコメントを促すことになった。サンニーニ・ヴァージョンは2008年のデュッセルドルフの展覧会にカラヴァッジオのオリジナルとして出品され、多くの研究者の賛同を得ている。しかし、この展覧会以降、さまざまなトラブルのために公的な保護のもとに置かれた (現在、スイスの某所に置かれている)。マウリツィオ・セラチーニによる顔料分析で、サンニーニ・ヴァージョンには1615年以前の絵画では知られていなかった「ナポリ・イエロー」が見つかり、セラチーニはこのヴァージョンがオリジナルではないことが証明されたと述べた。パオレッティは同意しなかった。ジョナサン・ハーによるダブリンの絵画についての著作はセラチーニの主張を受け入れているが、「アートウォッチ」のマイケル・デイリーは同意しなかった。

## 文化的言及
- ケヴィン・スペイシー主演の映画『私が愛したギャングスター』では、カラヴァッジオによる『キリストの捕縛』の発見に賛同が示された。
- エレクトロ・アコースティック即興グループ.I.M.E.O.による2001年のアルバム『Hands of Caravaggio』はこの絵画に触発されたものである。
- この絵画は2009年のBBCシリーズ「傑作の私生活」の特別なイースタープログラムの主題であった。
- メル・ギブソンは映画『The Passion of the Christ』は、カラヴァッジオの様式を模倣することを目的としていると述べた。映画の逮捕シーンでは兵士がイエスを捕らえた瞬間の絵画と同様の視点、照明、人物の配置を使用している。
- この絵画は「アイルランドのお気に入りの絵画」を探すRTÉコンペティションの候補として使用された。